# Malaysia International 2012
Die Malaysia International 2012 im Badminton fanden vom 13. bis zum 18. November 2012 in Kuching statt.

## Sieger und Platzierte
| Disziplin    | Gold                        | Silber                            | Bronze                                          |
| ------------ | --------------------------- | --------------------------------- | ----------------------------------------------- |
| Herreneinzel | Wisnu Yuli Prasetyo         | Muhammad Hafiz Hashim             | Chan Kwong Beng                                 |
| Herreneinzel | Wisnu Yuli Prasetyo         | Muhammad Hafiz Hashim             | Pakkawat Vilailak                               |
| Dameneinzel  | Lydia Cheah Li Ya           | Liang Xiaoyu                      | Sonia Cheah Su Ya                               |
| Dameneinzel  | Lydia Cheah Li Ya           | Liang Xiaoyu                      | Chen Jiayuan                                    |
| Herrendoppel | Goh V Shem Teo Ee Yi        | Shen Low Juan Tan Yip Jiun        | Tai An Khang Tan Wee Gieen                      |
| Herrendoppel | Goh V Shem Teo Ee Yi        | Shen Low Juan Tan Yip Jiun        | Chong Yee Han Tan Kian Meng                     |
| Damendoppel  | Chow Mei Kuan Lee Meng Yean | Ririn Amelia Melvira Oklamona     | Shevon Jemie Lai Marylen Ng Poau Leng           |
| Damendoppel  | Chow Mei Kuan Lee Meng Yean | Ririn Amelia Melvira Oklamona     | Amelia Alicia Anscelly Soong Fie Cho            |
| Mixed        | Ong Jian Guo Woon Khe Wei   | Lukhi Apri Nugroho Annisa Saufika | Mohd Lutfi Zaim Abdul Khalid Vivian Hoo Kah Mun |
| Mixed        | Ong Jian Guo Woon Khe Wei   | Lukhi Apri Nugroho Annisa Saufika | Siriwat Matayanumati Artima Serithammarak       |